# Puchar Mołdawii w piłce siatkowej mężczyzn (2022)
Puchar Mołdawii w piłce siatkowej mężczyzn 2022 – rozgrywki o siatkarski Puchar Mołdawii zorganizowane przez Mołdawski Związek Piłki Siatkowej (Federația de Volei din Republica Moldova, FVRM). Zainaugurowane zostały 3 grudnia 2022 roku. Brało w nich udział 8 klubów.
Rozgrywki składały się z I rundy oraz turnieju finałowego, w ramach którego rozegrano półfinały, mecz o 3. miejsce oraz finał. We wszystkich rundach rywalizacja toczyła się w systemie pucharowym, a o awansie decydowało jedno spotkanie.
Turniej finałowy odbył się w dniach 10-11 grudnia 2022 roku w nowo otwartym kompleksie sportowym (Complex Sportiv) w Pănășești w rejonie Strășeni. Puchar Mołdawii zdobył zespół DOR-UTM Kiszyniów, który w finale pokonał USM Kiszyniów. Trzecie miejsce zajął klub Dinamo Tyraspol.

## Drużyny uczestniczące
W Pucharze Mołdawii 2022 wzięło udział 8 drużyn.
| Klub                  | Miejscowość    |
| --------------------- | -------------- |
| Dinamo                | Tyraspol       |
| DOR-UTM               | Kiszyniów      |
| HMSK                  | Kiszyniów      |
| HMSK 2                | Kiszyniów      |
| Speranța-Găgăuzia     | Vulcănești     |
| Strășeni              | Straszany      |
| Școala Sportivă nr 12 | Vadul lui Vodă |
| USM                   | Kiszyniów      |

## Rozgrywki

### I runda
| 03.12.2022 11:00 (UTC+2) | USM Kiszyniów | 3:0 | Strășeni | Kompleks Państwowego Uniwersytetu Mołdawskiego, Kiszyniów |

| 04.12.2022 13:00 (UTC+2) | Speranța-Găgăuzia Vulcănești | 1:3 | Școala Sportivă nr 12 | Vulcănești |

| 04.12.2022 16:00 (UTC+2) | Dinamo Tyraspol | 3:0 | HMSK | Tyraspol |

| 07.12.2022 19:00 (UTC+2) | DOR-UTM Kiszyniów | 3:0 | HMSK 2 | Hala sportowa Uniwersytetu Technicznego Mołdawii, Kiszyniów |

### Turniej finałowy

#### Półfinały
| 10.12.2022 12:00 (UTC+2) | USM Kiszyniów | 3:0 | Școala Sportivă nr 12 | Kompleks sportowy, Pănășești |

| 10.12.2022 14:00 (UTC+2) | Dinamo Tyraspol | 1:3 | DOR-UTM Kiszyniów | Kompleks sportowy, Pănășești |

#### Mecz o 3. miejsce
| 11.12.2022 12:00 (UTC+2) | Școala Sportivă nr 12 | 0:3 | Dinamo Tyraspol | Kompleks sportowy, Pănășești |

#### Finał
| 11.12.2022 14:00 (UTC+2) | USM Kiszyniów | 0:3 | DOR-UTM Kiszyniów | Kompleks sportowy, Pănășești |